# Schuster (Familienname)
Schuster ist ein Familienname.

## Herkunft und Bedeutung
Der Familienname Schuster kann den Familiennamen mit Berufsbezeichnungen zugeordnet werden. Der Schuster ist eine Form eines Schuhmachers.

## Verbreitung
Der Nachname Schuster ist in Deutschland überdurchschnittlich häufig verbreitet. Mit rund 22.400 Telefonbucheinträgen und potenziellen 59.700 Namensträgern gehört er zu den 100 häufigsten Familiennamen in Deutschland. Besonders häufig ist er im Süden und Osten Deutschlands verbreitet. In Österreich ist der Name ebenfalls überdurchschnittlich häufig verbreitet und zählt mit fast 3.900 Telefonbucheinträgen und 10.300 Namensträgern ebenso zu den 100 häufigsten Familiennamen.

## Namensträger

### A
- Adolf Schuster (Pädagoge) (1909–1978), slowakischer Pädagoge und Publizist
- Adolf Niklaus Schuster (1875–1933), Schweizer Arzt und Volkskundler
- Adolf Wolfgang Schuster (1919–2004), deutscher Jurist und Heimatforscher
- Albert Schuster (Pädagoge) (Christian Friedrich Albert Schuster; 1821–nach 1903), deutscher Lehrer und Autor
- Albert Schuster junior (1870–1912), Schweizer Kaufmann und Stifter
- Albert Schuster (Rennfahrer) (1894–??), deutscher Motorradrennfahrer
- Albert Hugo Schuster (1912–1973), deutscher Polizist und SS-Obersturmführer
- Aleš Schuster (* 1981), tschechischer Fußballspieler
- Alessandro Schuster (* 2002), deutscher Schauspieler und Filmemacher
- Alexander Schuster (* 1975), deutscher Eishockeyspieler
- Alfred Schuster (* 1936), deutscher Fußballspieler
- Alfred K. Schuster (* 1937), rumäniendeutscher Geologe
- Alfredo Ildefonso Schuster (1880–1954), Erzbischof von Mailand
- Amelie Schuster (* 2004), deutsche Fußballspielerin
- André Schuster (* 1975), deutscher Fußballspieler
- Andreas Schuster (* 1958), deutscher Raumplaner, Verkehrssystemtechniker und Hochschullehrer
- Angela Schuster (* 1967), deutsche Ruderin
- Anna Schuster (1872–1939), deutsche Krippenschnitzerin und Heimatdichterin
- Annemarie Schuster (1917–1996), deutsche Politikerin (CDU)
- Anton Schuster (Sänger), österreichischer Sänger (Tenor)
- Anton Schuster (Politiker) (1847–1910), tschechischer Politiker, Mitglied des Böhmischen Landtages
- Anton Schuster (Heimatforscher) (1850–1929), deutscher Journalist und Heimatkundler
- Anton Schuster (Theologe) (1895–1981), Theologe
- Armin Schuster (* 1961), deutscher Politiker (CDU)
- Arnold Schuster (1890–1969), deutscher Politiker (FVP, DDP, CDU)
- Arthur Schuster (1851–1934), englischer Physiker deutscher Abstammung
- August Schuster (Komponist) (Karl August Schuster; 1807–1877), deutscher Komponist
- August Schuster (1883–1955), deutscher Bergsteiger und Unternehmer, siehe Sporthaus Schuster
- Axel Schuster (Fußballfunktionär) (* 1972), deutscher Fußballfunktionär
- Axel Schuster (Ruderer) (* 1976), deutscher Ruderer, Olympiateilnehmer 2004

### B
- Bernadette Schuster-Barkau (* 1953), deutsche Politikerin (SPD)
- Bernd Schuster (* 1959), deutscher Fußballspieler und -trainer
- Bernhard Schuster (Komponist) (1870–1934), deutscher Komponist, Kapellmeister und Redakteur
- Bernhard Schuster (Architekt) (* 1953), deutscher Architekt, Präsident der Brandenburgischen Architektenkammer
- Britt-Marie Schuster (* 1969), deutsche Germanistin, Sprachwissenschaftlerin und Hochschullehrerin
- Brandon Schuster (* 1998), samoanischer Schwimmer
- Bruno Schuster (1884–1946), deutscher Richter

### C
- Carl Schuster (Politiker) (1823–1891), deutscher Politiker
- Carl Schuster (Theologe) (1833–1907), deutscher lutherischer Theologe
- Carl Schuster (Maler) (1854–1925), deutscher Maler und Architekt
- Carl Schuster (Kunsthistoriker) (1904–1969), US-amerikanischer Kunsthistoriker
- Carl Schuster (Journalist) (1907–2004), deutscher Journalist und Schriftsteller
- Christian Schuster (Orgelbauer) (1850–1911), schwedischer Orgelbauer
- Christian Schuster (Architekt), deutscher Architekt
- Christian Schuster (Schauspieler), deutscher Schauspieler
- Christian Schuster (Poolbillardspieler), österreichischer Poolbillardspieler
- Christian Eberhard Schuster (1744–1821), deutscher Verwaltungsbeamter
- Christian Friedrich Schuster (Politiker), sächsischer Politiker (MdL) und Gutsbesitzer auf Unterlosa
- Christian Friedrich Albert Schuster (1821–nach 1903), deutscher Gymnasiallehrer, Schuldirektor und Autor; siehe Albert Schuster (Pädagoge)
- Christel Schuster (* 1951), deutsche Richterin am Bundespatentgericht
- Christine Schuster (* 1948), deutsche Schauspielerin, Musikpädagogin und Dozentin für Schauspiel
- Claus-Christian Schuster (* 1952), österreichischer Musiker
- Cordula Schuster, deutsche Opernsängerin (Sopran)

### D
- Daniela Schuster (* 1973), österreichische Skifahrerin
- David Schuster (1910–1999), deutscher Kaufmann, Geschäftsinhaber und Senator (Bayern)
- Dieter Schuster (Historiker) (1927–2019), deutscher Archivar, Bibliothekar und Historiker
- Dieter Schuster (General) (1946–2022), deutscher General
- Dirk Schuster (* 1967), deutscher Fußballspieler
- Dominik Schuster (* 1988), deutscher Komponist und Orchestrator für Film- und Konzertmusik

### E
- Eberhard Schuster (* 1940), deutscher Fußballspieler
- Eckart Schuster (1919–2006), österreichischer Fotograf und Künstler
- Eduard Schuster (Architekt) (1831–1904), deutscher Architekt und Autor
- Eduard Schuster (Ingenieur) (1841–1908), badischer, Ingenieur, Schriftsteller und Burgenforscher
- Eduard Schuster (Pfarrer) (1858–1935), Schweizer Pfarrer und Pädagoge
- Edwin Schuster (1888–1942), österreichischer Politiker (SDAP) und Widerstandskämpfer
- Elvira Schuster (* 1948), deutsche Schauspielerin, Synchron- und Hörspielsprecherin
- Emil Schuster (1921–2010), deutscher Pädagoge und Schriftsteller
- Erich Schuster (* 1945), deutscher Unternehmer
- Erich Martin Schuster (1889–1928), deutscher Geologe
- Erna Schuster (?–1968/1969), deutsche Zeitungsverlegerin
- Ernst Schuster (Wirtschaftswissenschaftler) (1893–1979), deutscher Wirtschaftswissenschaftler
- Ernst Schuster (Rennfahrer) (* 1946), deutscher Automobilrennfahrer
- Ernst Ludwig Schuster (1891–1957), deutscher Jurist und evangelischer Kirchenfunktionär
- Eva Maria Schuster (* 1954), deutsche Sozialpädagogin, Erziehungswissenschaftlerin und Hochschullehrerin

### F
- Felix Schuster, 1. Baronet (1854–1936), deutsch-britischer Bankier und Politiker
- Felix Schuster (Architekt) (1876–1950), deutscher Architekt
- Felix Schuster (Biathlet) (* 1989), deutscher Biathlet
- Ferdinand Schuster (1920–1972), österreichischer Architekt
- Frank Schuster (Fußballspieler) (* 1955), deutscher Fußballspieler
- Frank Schuster (Bischof) (* 1971), US-amerikanischer Geistlicher, Weihbischof in Seattle
- Frank Schuster (Historiker) (Frank Michael Schuster; * 1971), rumänisch-deutscher Historiker
- Frank Peter Schuster (* 1975), deutscher Jurist, Rechtswissenschaftler und Hochschullehrer
- Franz Schuster (Architekt) (1892–1972), österreichischer Architekt und Möbeldesigner
- Franz Schuster (Widerstandskämpfer) (1904–1943), österreichischer Widerstandskämpfer
- Franz Schuster (Politiker) (1943–2021), deutscher Politiker (CDU)
- Franz Xaver Schuster (1876–1962), deutscher römisch-katholischer Geistlicher
- Franziska Ameli Schuster (* 1989), deutsche Musikerin
- Friedel Schuster (1903–1983), deutsche Sängerin, Schauspielerin und Synchronsprecherin
- Friedrich Schuster (Theologe) (1710–1764/1770), deutscher katholischer Theologe
- Friedrich Schuster (Politiker) (1863–1932), österreichischer Politiker
- Friedrich Schuster (Publizist) (* 1950), rumäniendeutscher Journalist, Lyriker, Dramatiker und Publizist
- Friedrich Wilhelm Schuster (Pseudonym Friedrich Ernst; 1824–1914), siebenbürgisch-österreichischer Schriftsteller, Germanist, Volkskundler, Lehrer und evangelischer Geistlicher
- Fritz Schuster (Ingenieur) (1901–1984), deutscher Ingenieur und Hochschullehrer
- Fritz Schuster (1916–1988), deutscher Politiker (DPS, CDU)

### G
- Gabriele Schuster (1956–2017), deutsche Juristin und Richterin am Bundesgerichtshof
- Gaby Schuster (Schriftstellerin) (* 1948), deutsche Schriftstellerin
- Gaby Schuster (Spielermanagerin) (* 1953), deutsche Spielermanagerin
- Gary Schuster (* 1946), US-amerikanischer Chemiker
- Georg Schuster (Archivar) (um 1875–nach 1932), deutscher Archivar am Königlich-Preußischen Hausarchiv zu Charlottenburg
- Georg Schuster (Landrat) (um 1883–1927), deutscher Verwaltungsbeamter
- Georg Schuster (Politiker, 1896) (1896–1973), deutscher Landwirt und Politiker (DVP, FDP), MdL Baden-Württemberg
- Georg Schuster (Politiker, 1903) (1903–1975), deutscher Landwirt und Politiker (CSU), MdL Bayern
- Georg Schuster (Priester) (1921–2011), deutscher römisch-katholischer Priester
- Georg Schuster (Politiker, 1977) (* 1977), österreichischer Politiker (FPÖ), Mitglied des Bundesrates
- Georg Schuster-Woldan (1864–1933), deutscher Maler
- Georg Heinrich Schuster (1799–1890), deutscher Architekt
- George Schuster (1873–1972), US-amerikanischer Autorennfahrer
- Gerd-Eckhardt Schuster (1937–2013), deutscher Politiker (SED, PDS)
- Gerhard Schuster (Germanist) (* 1956), deutscher Germanist
- Gerhard Schuster (* 1966), deutscher Geologe, Naturfotograf und Autor
- Gertrud Burgsthaler-Schuster (1916–2004), österreichische Opernsängerin der Stimmlagen Mezzosopran und Alt
- Godwin Schuster (* 1951), österreichischer Politiker (SPÖ)
- Gotthard Schuster (1674–1761), deutscher Theologe und Kirchenlieddichter
- Gottwald Schuster (1701–1785), deutscher Mediziner
- Gudrun Schuster (* 1961), deutsche Bildhauerin
- Guido Schuster, Schweizer Informatiker
- Günter Schuster (1918–2011), deutscher Physiker und Wissenschaftsfunktionär
- Günther Schuster (Architekt) (* 1930), österreichischer Architekt
- Günther Schuster (Beamter) (* 1958), Leiter des österreichischen Bundessozialamts
- Günther Holler-Schuster (* 1963), österreichischer Künstler
- Gustav Schuster (Genealoge) (1879–1946), österreichischer Beamter, Oberstleutnant und Genealoge
- Gustav Schuster (Lehrer) (auch Gustav Schuster-Dutz; 1885–1968), siebenbürgisch-deutscher Lehrer und Schriftsteller

### H
- Hanns-Christoph Schuster (1937–2010), deutscher Organist und Komponist
- Hans Schuster (Politiker) (1866–1950), österreichischer Politiker (SDAP)
- Hans Schuster (1900–1966), deutscher Maler, siehe Johann Schuster (Maler)
- Hans Schuster (Journalist) (1915–2002), deutscher Journalist
- Hans Schuster (Schwimmer), deutscher Schwimmer
- Hans Schuster (Sportwissenschaftler) (1928–2009), deutscher Sportwissenschaftler und Hochschullehrer
- Hans-Emil Schuster (1934–2024), deutscher Astronom
- Hans-Jörg Schuster (* 1953), deutscher Politiker (FDP)
- Hans-Jürgen Schuster (* 1951), deutscher Politiker (FDP)
- Hans P. H. Schuster (1928–2010), deutscher Politiker (FDP) und Denkmalpfleger
- Hans-Peter Schuster (* 1937), deutscher Internist und Hochschullehrer
- Hans-Siegfried Schuster (1910–2002), deutscher Altorientalist
- Hans Uwe Schuster (1930–1994), deutscher Chemiker
- Harold D. Schuster (1902–1986), US-amerikanischer Filmregisseur und Filmeditor
- Heidi Schuster-Burda (* 1967), österreichische Politikerin (ÖVP)
- Heiner Schuster (1920–2017), deutscher Fußballspieler
- Heinrich Schuster (Schriftsteller) (1857–1931), österreichischer Schriftsteller und Lehrer
- Heinrich Schuster (Musiker), deutscher Violinist und Musikpädagoge
- Heinrich Schuster (Fußballspieler), deutscher Fußballspieler
- Heinrich Schuster-Woldan (1829–1899), deutscher Jurist und Lyriker
- Heinrich Maria Schuster (1847–1906), österreichischer Jurist und Musikschriftsteller
- Heinz Schuster (Jurist) (1906–1965), deutscher Jurist und Richter
- Heinz Schuster (Genetiker) (1927–1997), deutscher Genetiker
- Heinz Schuster (Theologe) (1930–1986), deutsch-österreichischer Theologe
- Heinz Schuster-Šewc (1927–2021), sorbischer Slawist und Hochschullehrer
- Heinz Georg Schuster (* 1943), deutscher Physiker
- Helmut Schuster (Journalist) (1912–1977), österreichischer Journalist
- Helmut Schuster (Unternehmer) (1932–2018), österreichischer Unternehmer
- Helmut Schuster (Maler) (1939–2010), deutscher Maler
- Helmut Schuster (Wirtschaftswissenschaftler) (1939–2013), österreichischer Wirtschaftswissenschaftler und Hochschullehrer
- Helmut Schuster (Kurator) (* 1958), deutscher Kurator und Kunstkritiker
- Helmut Schuster (Schauspieler) (* 1965), österreichischer Schauspieler
- Helmuth Schuster (* 1954), deutscher Manager
- Herbert Schuster (1929–2018), deutscher Basketballtrainer und -funktionär
- Hermann Schuster (Politiker, 1874) (1874–1965), deutscher Theologe, Pädagoge und Politiker (DVP)
- Hermann Schuster (Politiker, 1937) (1937–2021), deutscher Politiker (CSU), Bezirkstagspräsident von Oberbayern
- Hermann Josef Schuster (1933–2024), deutscher Jurist
- Hildegund Schuster (* 1954), deutsche Malerin
- Horst Schuster (1930–2013), deutscher Typograf, Buchgestalter und Hochschullehrer
- Hugo Schuster (1871–1937), österreichischer Baumeister und Architekt

### I
- Ignaz Schuster (Sänger) (1779–1835), österreichischer Sänger, Schauspieler und Komponist
- Ignaz Schuster (Geistlicher) (1813–1869), württembergischer katholischer Geistlicher
- Ignaz Schuster (Politiker) (1816–1880), bayerischer Politiker und Gutsbesitzer
- Irene Schaschl-Schuster (1895–1979), österreichische Keramikerin, Grafikerin und Textildesignerin

### J
- Jacques Schuster (* 1965), deutscher Journalist, Publizist und Buchautor
- Jannik Schuster (* 2006), österreichischer Fußballspieler
- Jean Schuster (1929–1995), französischer Journalist und Schriftsteller
- Joachim Schuster (* 1962), deutscher Politiker (SPD)
- Jobst Schuster (1570–1641), deutscher Unternehmer und Glashüttenbesitzer
- Johann Schuster (Maler) (Hans Schuster; 1900–1966), deutscher Maler
- Johann Schuster (Politiker, 1912) (1912–1975), deutscher Politiker (WAV, DP)
- Johann Schuster (Politiker, 1942) (* 1942), österreichischer Politiker (ÖVP)
- Johann Christoph Schuster (1759–1823), deutscher Mechaniker und Rechenmaschinenkonstrukteur
- Johann Jakob Schuster (1838–1901), Schweizer Bankier
- Johann Nepomuk Konstantin Schuster (1777–1838), ungarndeutscher Chemiker, Mineraloge, Arzt und Hochschullehrer
- Johanna von Schuster-Wittek (1860–1945), österreichische Malerin
- Johannes Schuster (1904–2000), deutscher Ingenieur und Hochschullehrer
- John Schuster (* 1964), neuseeländischer Rugby-Union-Spieler
- Jonas Schuster (* 2003), österreichischer Skispringer
- Jörg Schuster (* 1969), deutscher Literaturwissenschaftler
- Josef Schuster (Politiker) (1849–1914), deutscher Lehrer und Politiker, Mitglied des Ungarischen Reichstags
- Josef Schuster (Maler) (1873–1945), österreichischer Maler
- Josef Schuster (Theologe, 1878) (1878–1951), deutscher Theologe und Ordensgeistlicher
- Josef Schuster (Theologe, 1904) (1904–1986), deutscher katholischer Geistlicher und Theologe
- Josef Schuster (Gewichtheber) (1906–1996), deutscher Gewichtheber
- Josef Schuster (1924–1999), österreichischer Architekt, siehe Sepp Schuster
- Josef Schuster (Heimatforscher) (1932–2012), deutscher Heimatforscher
- Josef Schuster (Theologe, 1946) (* 1946), deutscher katholischer Geistlicher und Moraltheologe
- Josef Schuster (Zentralratspräsident) (* 1954), deutscher Internist und Präsident des Zentralrates der Juden in Deutschland
- Josef Anton Schuster (1770–1852), österreichischer Schauspieler und Librettist
- Joseph Schuster (Sänger) (1722–1784), deutscher Sänger
- Joseph Schuster (Komponist) (1748–1812), deutscher Komponist
- Joseph von Schuster (1769–1853), österreichischer Generalmajor
- Joseph Schuster (Maler) (1812–1890), österreichischer Maler
- Joseph Schuster (Cellist) (1903–1969), russischer Cellist
- JuJu Smith-Schuster (* 1996), US-amerikanischer American-Football-Spieler
- Julian Schuster (* 1985), deutscher Fußballspieler und -trainer
- Julius Schuster (Politiker) (1817–1863), deutscher Politiker
- Julius Schuster (Botaniker) (1886–1949), deutscher Botaniker, Paläobotaniker und Wissenschaftshistoriker
- Julius Schuster (Jurist) (1921–1995), österreichischer Jurist
- Jürgen Schuster (Theologe) (* 1957), deutscher Missionar, Theologe und Hochschullehrer
- Jürgen Schuster (Filmproduzent), deutscher Filmproduzent

### K
- Karl Schuster (Politiker, 1877) (1877–1935), tschechoslowakischer Politiker (DSAP)
- Karl Schuster (Politiker, 1887) (1887–1970), österreichischer Politiker (CS)
- Karl Schuster (Widerstandskämpfer) (1896–1978), deutscher Kommunist und Widerstandskämpfer
- Karl Schuster (Brauwissenschaftler) (1898–1967), deutscher Brauwissenschaftler und Hochschullehrer
- Karl Schuster (Regisseur) (1932–2024), österreichischer Regisseur
- Karl Schuster (Politiker, 1940) (1940–2010), österreichischer Politiker (SPÖ)
- Karl August Schuster (1807–1877), deutscher Komponist, siehe August Schuster (Komponist)
- Karl Friedrich Otto Schuster (1846–1927), deutscher Offizier und Wetterforscher
- Karl Georg Schuster (1771–1849), deutscher lutherischer Theologe
- Karlgeorg Schuster (1886–1973), deutscher Admiral
- Karl-Heinz Schuster (1912–2006), deutscher Maler und Bühnenbildner
- Karl Johan Schuster (* 1985), schwedischer Musikproduzent und Songwriter, siehe Shellback
- Karl Maria Schuster (1871–1953), österreichischer Maler
- Klaus Schuster (Fußballtrainer) (* 1956), italienischer Fußballtrainer
- Klaus Schuster (Unternehmensberater) (* 1963), österreichischer Unternehmensberater und Sachbuchautor
- Kristina Schuster (* 1997), deutsche Fußballspielerin
- Kurt Schuster (Physiker) (1903–1995), deutscher Physiker
- Kurt Schuster (Maler) (1906–1997), deutscher Maler und Grafiker

### L
- Laila Schuster (* 1997), deutsche Schauspielerin
- Lena Schuster (* 1995), deutsche Eishockeytorhüterin
- Leo Schuster (* 1937), deutscher Wirtschaftswissenschaftler
- Leon Schuster (* 1951), südafrikanischer Filmemacher
- Leopold Schuster (1842–1927), Fürstbischof von Seckau
- Lion Schuster (* 2000), österreichischer Fußballspieler
- Lisa Schuster (* 1987), deutsche Eishockeyspielerin
- Lothar Schuster (* 1940), deutscher Dokumentarfilmer
- Ludwig Schuster (Ornithologe) (1883–1954), deutscher Ornithologe
- Ludwig Schuster (Musiker) (1905–1968), deutscher Violinist und Violist
- Ludwig Schuster (Politiker) (1907–1976), deutscher Politiker (CDU)
- Ludwig Schuster (Fußballspieler) (* 1951), deutscher Fußballspieler

### M
- Manfred Schuster (Schauspieler) (1919–1994), österreichischer Schauspieler und Synchronsprecher
- Manfred Schuster (Fußballspieler, 1926) (* 1926), deutscher Fußballtorwart
- Manfred Schuster (Fußballspieler, 1942) (* 1942), deutscher Fußballspieler
- Manfred Schuster (Eishockeyspieler) (* 1958), deutscher Eishockeyspieler
- Marc Schuster (* 1986), deutscher Schwimmer
- Marc-Oliver Schuster (* 1974), deutscher Autor, Moderator und Slam-Poet
- Marco Schuster (* 1995), deutscher Fußballspieler
- Margarete Schuster (1899–1978), deutsche Gemeindehelferin und Pastorin
- Maria Schuster (* 1968), deutsche Schauspielerin und Musikerin
- Marie Schuster-Schörgarn (1869–1947), österreichische Malerin
- Marina Schuster (* 1975), deutsche Politikerin (FDP)
- Markus Schuster (* 1975), deutscher American-Football-Spieler
- Martha Schuster (* 1948), deutsche Kirchenmusikerin, Organistin, Cembalistin und Hochschullehrerin
- Martin Schuster (Psychologe) (* 1946), deutscher Psychologe
- Martin Schuster (Historiker) (* 1967), deutscher Historiker
- Martin Schuster (Politiker) (* 1967), österreichischer Werbekaufmann und Politiker
- Marvin Schuster (* 2003), österreichischer Fußballspieler
- Matthäus Schuster (1881–1953), deutscher Geologe
- Matthias Schuster (Sänger) (auch Mathias Schuster; 1802/1804–1850), österreichischer Opernsänger (Tenor)
- Matthias Schuster (Musiker), deutscher Musiker
- Mauriz Schuster (1879–1952), österreichischer Altphilologe
- Max Schuster (* 1938), deutscher Unternehmer
- Maximilian Schuster (Mineraloge) (1856–1887), österreichischer Mineraloge und Petrograph
- Maximilian Schuster (Fußballspieler) (* 1998), deutscher Fußballspieler
- Meinhard Schuster (1930–2021), deutsch-schweizerischer Ethnologe
- Michael Schuster (Jurist) (1767–1834), böhmischer Rechtswissenschaftler und Hochschullehrer
- Michael Schuster (Künstler, 1784) (1784–1848), deutscher Bildhauer
- Michael Schuster (Lehrer), siebenbürgischer Lehrer
- Michael Schuster (Chemiker) (* 1954), deutscher Chemiker und Hochschullehrer
- Michael Schuster (Künstler, 1956) (* 1956), österreichischer Fotograf, Bildhauer und Grafiker
- Michael Schuster (Schriftsteller), österreichischer Schriftsteller
- Mirko Schuster (* 1994), deutscher Fußballspieler
- Monika Schuster (* 1951), österreichische Politikerin, Landtagsabgeordnete von Oberösterreich
- Moritz Schuster (1823–1894), Insektenkundler

### N
- Nicole Schuster (* 1985), deutsche Autorin
- Norman Schuster (* 1979), deutscher Boxer

### O
- Oscar Schuster (1873–1917), deutscher Alpinist
- Oskar Wilhelm Schuster (1834–1904), königlich-sächsischer Offizier, zuletzt Generalmajor z. D.
- Otto Schuster (Pfarrer) (1888–1953), deutscher evangelischer Geistlicher, Kirchen- und Regionalhistoriker
- Otto Schuster (* 1925), deutscher Journalist und Herausgeber
- Otto C. Schuster (1924–2020?), deutscher Maler

### P
- Paul Schuster (Mediziner) (1867–1940), deutscher Neuropathologe und Neurologe
- Paul Schuster (Botaniker) (1876–1965), deutscher Oberpfarrer und Botaniker
- Paul Schuster (Politiker) (1894–nach 1958), deutscher Widerstandskämpfer und Politiker
- Paul Schuster (Autor) (1930–2004), rumäniendeutscher Schriftsteller und Übersetzer
- Paul Schuster (Triathlet) (* 1988), deutscher Triathlet
- Paul Oskar Schuster (1888–1971), deutscher Politiker (CDU)
- Paul Robert Schuster (1841–1877), deutscher Theologe
- Peter Schuster (Politiker, 1779) (1779–1830), deutscher Politiker, MdL Bayern
- Peter Schuster (Politiker) (1934–2018), deutscher Politiker (SPD), MdA Berlin
- Peter Schuster (Chemiker) (* 1941), österreichischer Chemiker
- Peter Schuster (Schachspieler) (* 1942), deutsch-tschechischer Schachspieler
- Peter Schuster (Schriftsteller) (1945–1992), österreichischer Schriftsteller
- Peter Schuster (Rugbyspieler), samoanischer Rugbyspieler
- Peter Schuster (Historiker) (* 1957), deutscher Historiker
- Peter Schuster (Eishockeyspieler) (* 1959), deutscher Eishockeyspieler
- Peter-Klaus Schuster (* 1943), deutscher Kunsthistoriker und Museumsdirektor
- Peter Maria Schuster (1939–2019), österreichischer Physiker und Schriftsteller
- Philip Schuster (Turner) (1883–1926), US-amerikanischer Turner und Leichtathlet
- Philip Schuster (Handballspieler) (* 1995), österreichischer Handballspieler
- Philip C. Schuster (* 1981), US-amerikanischer Physiker
- Philipp Schuster (* 1989), deutscher Boxer

### R
- Raffael Schuster-Woldan (Woldan; 1870–1951), deutscher Maler
- Reinhard Schuster (Künstler) (* 1943), deutscher Maler, Zeichner und Papierkünstler
- Reinhard Schuster (Mathematiker) (* 1956), deutscher Mathematiker und Hochschullehrer
- Reinhart Schuster (1930–2023), österreichischer Zoologe, Entomologe und Hochschullehrer
- René Schuster (* 1961), deutsch-US-amerikanischer Manager
- Richard Schuster (1836–1900), evangelischer Pfarrer
- Richard Schuster (Archivar) (1867–1905), österreichischer Archivar
- Robert Schuster (Theologe) (1934–2013), Theologe
- Robert Schuster (Fußballspieler) (* 1960), deutscher Fußballspieler
- Robert Schuster (Regisseur) (* 1970), deutscher Regisseur und Hochschullehrer
- Robert Schuster von Bärnrode (1845–1894), österreichischer Maler und Lithograph
- Robin Schuster (Medienmanager) (* 1984), deutscher Medienmanager
- Robin Schuster (Fußballspieler) (* 1987), deutscher Fußballspieler
- Rolf Schuster (* 1953), deutscher Architekt
- Rolf Theodor Schuster (* 1960), deutscher Diplomat
- Rudolf Schuster (Maler) (1848–1902), deutscher Maler
- Rudolf Schuster (* 1934), slowakischer Politiker, Präsident 1999 bis 2004
- Rudolf Schuster von Bonnott (1855–1930), ungarisch-österreichischer Beamter, Bankmanager und Politiker
- Rudolf Mathias Schuster (1921–2012), deutschamerikanischer Botaniker

### S
- Sascha Schuster (* 1971), deutscher Politiker (BD, BiW)
- Sawik Schuster (* 1952), kanadisch-italienischer Journalist und Moderator
- Sebastian Schuster (Politiker) (* 1956), deutscher Politiker (CDU)
- Sebastian Schuster (Musiker) (* 1982), deutscher Jazz- und Weltmusiker
- Sepp Schuster (1924–1999), österreichischer Architekt
- Sibylla Schuster (1639–1685), deutsche Schriftstellerin und Dichterin
- Siegfried Schuster (Schiffsingenieur) (1915–1989), deutscher Schiffsingenieur und Hochschullehrer
- Siegfried Schuster (1936–2018), deutscher Ornithologe und Umweltschützer
- Silvia Schuster (* 1952), deutsche Juristin
- Stefan Schuster (Politiker) (* 1959), deutscher Politiker (SPD)
- Stefan Schuster (Biophysiker) (* 1961), deutscher Biophysiker
- Stefan Schuster (Biologe) (* 1965/1966), deutscher Biologe, Tierphysiologe und Hochschullehrer
- Stefanie Schuster (* 1969), österreichische Skirennläuferin
- Stephanie Schuster (* 1967), deutsche Schriftstellerin und Illustratorin
- Sven Schuster (* 1965), deutscher Jazzmusiker
- Susanne Schuster (* 1963), deutsche Schwimmerin
- Susanne Schuster (Pflegewissenschaftlerin) (* 1984), deutsche Pflegewissenschaftlerin und Hochschullehrerin
- Susi Schuster (* 1940), deutsche Sängerin

### T
- Theo Schuster (Schachspieler) (1911–1998), deutscher Schachspieler und Schachjournalist
- Theo Schuster (Verleger) (1931–2016), deutscher Buchhändler und Verleger
- Theodor Schuster (1808–1872), deutscher Jurist, Arzt und Revolutionär
- Thomas Schuster (Staatsrat) (* 1958), deutscher politischer Beamter
- Thomas Schuster (Soziologe) (* 1965), deutscher Soziologe
- Thomas Schuster (Volkswirt) (* 1966), deutscher Volkswirt und Hochschullehrer
- Thomas Schuster (Mathematiker) (* 1971), deutscher Mathematiker und Hochschullehrer
- Tino Schuster (* 1978), deutscher Golfer
- Toeolesulusulu Cedric Schuster, samoanischer Umweltaktivist und Politiker
- Tom Schuster (* 1980), deutscher Schauspieler, Musicaldarsteller und Kampfkunstlehrer
- Torben Schuster (* 1986), deutscher Koch

### V
- Veronika Schuster (* 1954), österreichische Politikerin (SPÖ), Salzburger Landtagsabgeordnete
- Vesna Schuster (* 1974), österreichische Politikerin (FPÖ), niederösterreichische Landtagsabgeordnete

### W
- Walter Schuster (Pflanzenzüchter) (1918–2010), deutscher Pflanzenzüchter
- Walter Schuster (Skirennläufer) (1929–2018), österreichischer Skirennläufer
- Walter Schuster (Historiker) (* 1959), österreichischer Archivar und Historiker
- Walter Schuster (Schauspieler) (* 1962), deutscher Schauspieler
- Walther R. Schuster (1930–1992), deutscher Organist und Komponist
- Werner Schuster (Politiker) (1939–2001), deutscher Arzt und Politiker (SPD)
- Werner Schuster (Fotograf) (* 1957), österreichischer Arzt und Fotograf
- Werner Schuster (Sportler) (* 1969), österreichischer Skispringer und Skisprungtrainer
- Werner H. Schuster (* 1955), deutscher Schauspieler
- Wilhelm Schuster (Ornithologe) (auch W. Schuster von Forstner; 1880–1942), deutscher evangelischer Pfarrer, Ornithologe und Kulturhistoriker (ermordet im KZ Sachsenhausen)
- Wilhelm Schuster (1888–1971), deutscher Germanist und Bibliothekar
- Wilhelm Schuster (Montanist) (1895–1976), österreichischer Ingenieur und Montanhistoriker
- Willi Schuster (* 1951), deutscher Fußballspieler
- Willy Schuster (* 1937), österreichischer Skispringer und Skisprungtrainer
- Wolfgang Schuster (Architekt, 1942) (* 1942), deutscher Architekt und Bauingenieur
- Wolfgang Schuster (Musiker, 1942) (* 1942), österreichischer Paukist, Instrumentenbauer und Musikmanager
- Wolfgang Schuster (Politiker, 1949) (* 1949), deutscher Politiker (CDU), Oberbürgermeister von Stuttgart
- Wolfgang Schuster (Architekt, 1951) (* 1951), deutscher Architekt und Hochschullehrer
- Wolfgang Schuster (Numismatiker) (* 1951), österreichischer Numismatiker
- Wolfgang Schuster (Musiker, 1952) (* 1952), deutscher Blues-Musiker
- Wolfgang Schuster (Politiker, 1958) (* 1958), deutscher Politiker (SPD), Landrat des Lahn-Dill-Kreises